# Fische (Sternbild)

Künstlerische Darstellung des Sternbildes Fische

Die Fische (lateinisch Pisces, astronomisches Zeichen: ♓) sind ein Sternbild der Ekliptik.

## Beschreibung

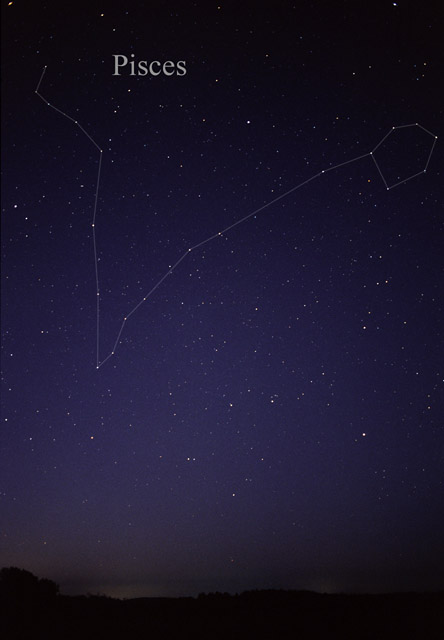
Das Sternbild Fische wie es mit dem bloßen Auge gesehen werden kann

Die Fische liegen auf der Ekliptik, daher ziehen Sonne, Mond und die Planeten durch das Sternbild. 
Die Sonne hält sich derzeit vom 12. März bis zum 19. April eines jeden Jahres im Sternbild Fische auf.
Die Ekliptik kreuzt in den Fischen den Himmelsäquator. Dieser Kreuzungspunkt, der Frühlingspunkt, ist der Ursprung der wichtigsten astronomischen Koordinatensysteme am Sternenhimmel.
Der Zeitpunkt, zu dem die Sonne den Himmelsäquator überquert, entspricht dem astronomischen Frühlingsanfang auf der Nordhalbkugel. Im Jahre 2597 wird dieser Punkt, heutige Sternbildgrenzen vorausgesetzt, in das Sternbild Wassermann wandern.

## Geschichte
Die Fische gehören zu den 48 Sternbildern der antiken griechischen Astronomie, die bereits von Ptolemäus beschrieben wurden. Das Sternbild war Namensgeber für das Tierkreiszeichen Fische der Astrologie. Allerdings hat sich der Durchgang der Sonne aufgrund der Präzessionsbewegung der Erdachse gegenüber der Antike verändert.
Im Jahre 7 v. Chr. kam es in den Fischen zu einer seltenen dreifachen Konjunktion zwischen Jupiter und Saturn (Größte Konjunktion). Das heißt, die beiden Planeten begegneten sich drei Mal im Laufe eines Jahres. Konjunktionen zwischen Jupiter und Saturn treten zwar rund alle 20 Jahre auf, jedoch sind die wenigsten gleich dreifach mit derart geringem Winkelabstand, dass beide fast wie ein einziger Stern aussehen. Dies ist nur alle 854 Jahre zu sehen und stellte somit für babylonische Astronomen ein Jahrtausendereignis dar. Damals konnten die Planeten Jupiter mit Saturn und später dann Venus mit Mars alle in einer Reihe im Sternbild Pisces (Fische) beobachtet werden. Diese beiden Tatsachen gaben zu Hypothesen Anlass, dass jene Jupiter-Saturn-Konjunktion als der Stern von Betlehem in die Geschichte und christliche Glaubenswelt einging. So waren Fischabbildungen in der Antike auch ein heimliches Erkennungszeichen der Christen untereinander. Bis heute ist der tatsächliche Sachverhalt jedoch ungeklärt, auch rein symbolische Deutungen oder Kometen wurden als Grundlage der Dreikönigsgeschichte vorgeschlagen.

## Mythologie
Die Babylonier brachten das Sternbild mit der Liebesgöttin Ischtar in Verbindung.
Die antiken Griechen übernahmen diese Deutung offensichtlich später. In ihrer Mythologie stellen die Fische die Liebesgöttin Aphrodite und ihren Sohn Eros dar, die auf der Flucht vor dem Ungeheuer Typhon in den Euphrat sprangen, sich in Fische verwandelten und entkamen.
Die Römer haben die Fische oft als Imbrifer Duo Pisces, als die beiden regenbringenden Fische bezeichnet, oder auch als Gemini Pisces und Piscis Gemellus, also als Fischpaar.

## Himmelsobjekte

### Sterne
| B   | F   | Namen o. andere Bezeichnungen | Größe (mag) | Lj  | Spektralklasse |
| --- | --- | ----------------------------- | ----------- | --- | -------------- |
| η   | 99  | Kullat Nunu                   | 3,62        | 294 | G7 IIIa        |
| γ   | 6   |                               | 3,70        | 131 | G9 III Fe-2    |
| α   | 113 | Alrischa, Al Rescha, Kaitain  | 3,82        | 139 | A0pSiSr + A3m  |
| ω   | 28  |                               | 4,03        | 106 | F4 IV          |
| ι   | 17  |                               | 4,13        | 45  | F7 V           |
| ο   | 110 | Torcularis Septentrionalis    | 4,26        | 258 | G8 III         |
| ε   | 71  |                               | 4,27        | 190 | K0 III         |
| θ   | 10  |                               | 4,27        | 159 | K1 III         |
| 400 |     | YY                            | 4,37        | 415 | M3 III         |
| δ   | 63  |                               | 4,44        | 305 | K4 IIIb        |
| ν   | 106 |                               | 4,45        | 368 | K3 IIIb Ba0.1  |
| β   | 4   | Fum al Samakah                | 4,48        | 493 | B6 Ve          |
| λ   | 18  |                               | 4,49        | 101 | A7 V           |
| τ   | 83  |                               | 4,51        | 162 | K0.5 IIIb      |
| ξ   | 111 |                               | 4,61        | 191 | K0 III         |
| χ   | 84  |                               | 4,66        | 440 | G8.5 III-IIIa  |
| φ   | 85  |                               | 4,67        | 378 | K0 III         |
| υ   | 90  |                               | 4,74        | 311 | A3 V           |
| μ   | 98  |                               | 4,84        | 360 | K4 III         |
| 400 |     | HR 9067                       | 4,88        | 224 | G9 III         |
| κ   | 8   |                               | 4,95        | 162 | A0p CrSi:Sr:   |
| 400 | 19  | TX                            | 4,95        | 760 | C5 II          |
| 400 |     | TV                            | 5,01        | 491 | M3 III         |
| 400 | 7   |                               | 5,05        | 341 | K2 III         |
| 400 | 64  | 64 Piscium                    | 5,07        | 78  | F8 V           |
| 400 | 29  |                               | 5,13        | 409 | B7 III-IV      |
| 400 | 89  |                               | 5,13        | 220 | A3 V           |
| 400 | 82  |                               | 5,15        | 560 | F0 V           |
| ζ   | 86  |                               | 5,21        | 148 | A7 IV          |
| 400 | 91  |                               | 5,23        | 344 | K5             |
| 400 | 107 |                               | 5,24        | 24  | K1 V           |
| ψ1  | 74  |                               | 5,33        | 239 | A1 Vn          |
| ρ   | 93  |                               | 5,35        | 85  | F2 V           |
| 400 | 55  |                               | 5,36        | 411 | K0 III + F3 V  |
| 400 | 57  |                               | 5,36        | 588 | M4 IIIa        |
| 400 | 41  |                               | 5,38        | 395 | K3             |
| 400 | 52  |                               | 5,38        | 257 | K0 III         |
| 400 | 5   |                               | 5,42        | 280 | G8 III-IV      |
| 400 | 2   |                               | 5,43        | 280 | K1             |
| 400 | 68  |                               | 5,44        | 705 | G6             |
| 400 | 20  |                               | 5,49        | 292 | G8 III         |
| σ   | 69  |                               | 5,50        | 414 | B9.5 V         |
| 400 | 94  |                               | 5,50        | 307 | K1 III         |

Der hellste Stern der Fische ist Eta Piscium, auch Kullat Nunu genannt.
Er ist ein 294 Lichtjahre entfernter, gelb leuchtender Riesenstern mit der vierfachen Masse, dem 25-fachen Durchmesser und der 300fachen Leuchtkraft unserer Sonne.
Beta Piscium ist ein 493 Lichtjahre entfernter, bläulicher Stern der Spektralklasse B6 V. Der Name Fum al Samakah ist arabischen Ursprungs und bedeutet so viel wie „Maul des Fisches“.

### Doppelsterne
| System | Größen (mag) | Abstand |
| ------ | ------------ | ------- |
| α      | 4,33 / 5,23  | 1,9″    |
| 35     | 6,0 / 7,7    | 11,6″   |
| 65     | 6,3 / 6,3    | 4,4″    |
| ζ Psc  | 5,2 / 6,3    | 22,9″   |
| ψ1     | 5,3 / 5,6    | 30,0″   |

### Veränderliche Sterne
| Stern | Größe (mag)  | Periode        | Typ                           |
| ----- | ------------ | -------------- | ----------------------------- |
| 47    | 4,7 bis 5,4  | 50 bis 85 Tage | Halbregelmäßig Veränderlicher |
| 19    | 4,8 bis 5,2  |                | Unregelmäßig Veränderlicher   |
| R     | 7,0 bis 14,8 | 344,5 Tage     | Mira-Stern                    |

47 Piscium ist ein 400 Lichtjahre entfernter halbregelmäßig Veränderlicher, der seine Helligkeit über einen Zeitraum von etwa 50 bis 85 Tagen verändert. Er ist ein rötlicher Stern der Spektralklasse M3 III. 
19 Piscium ist ein Roter Riese der Spektralklasse C5 II in 2000 Lichtjahren Entfernung. Er besitzt den 700fachen Durchmesser unserer Sonne und ist einer der größten bekannten Sterne. Seine Helligkeit ändert sich ohne erkennbare Regelmäßigkeit.

### Messier- und NGC-Objekte
| Messier (M) | NGC | sonstige | Größe (mag) | Typ     | Name |
| ----------- | --- | -------- | ----------- | ------- | ---- |
| 74          | 628 |          | 9,4         | Galaxie |      |
|             | 488 |          | 10,3        | Galaxie |      |
|             | 524 |          | 10,3        | Galaxie |      |
|             | 520 |          | 11,3        | Galaxie |      |

In den Fischen sind mehrere Galaxien sichtbar. Eine nahm der französische Astronom und Kometenjäger Charles Messier in seinen Katalog nebliger Objekte (Messierkatalog) auf.
M 74 ist eine Galaxie in ca. 30 Millionen Lichtjahren Entfernung. Man findet sie westlich des hellen Sterns Eta Piscium. Sie ist nicht leicht zu beobachten und erscheint unter günstigen Sichtbedingungen im Prismenfernglas als sehr diffuses nebliges Fleckchen. Spiralstrukturen werden erst in großen Teleskopen erkennbar.